# Sénateur inamovible
Pour Les sénateurs à vie dans d'autres pays, voir Sénateur à vie.

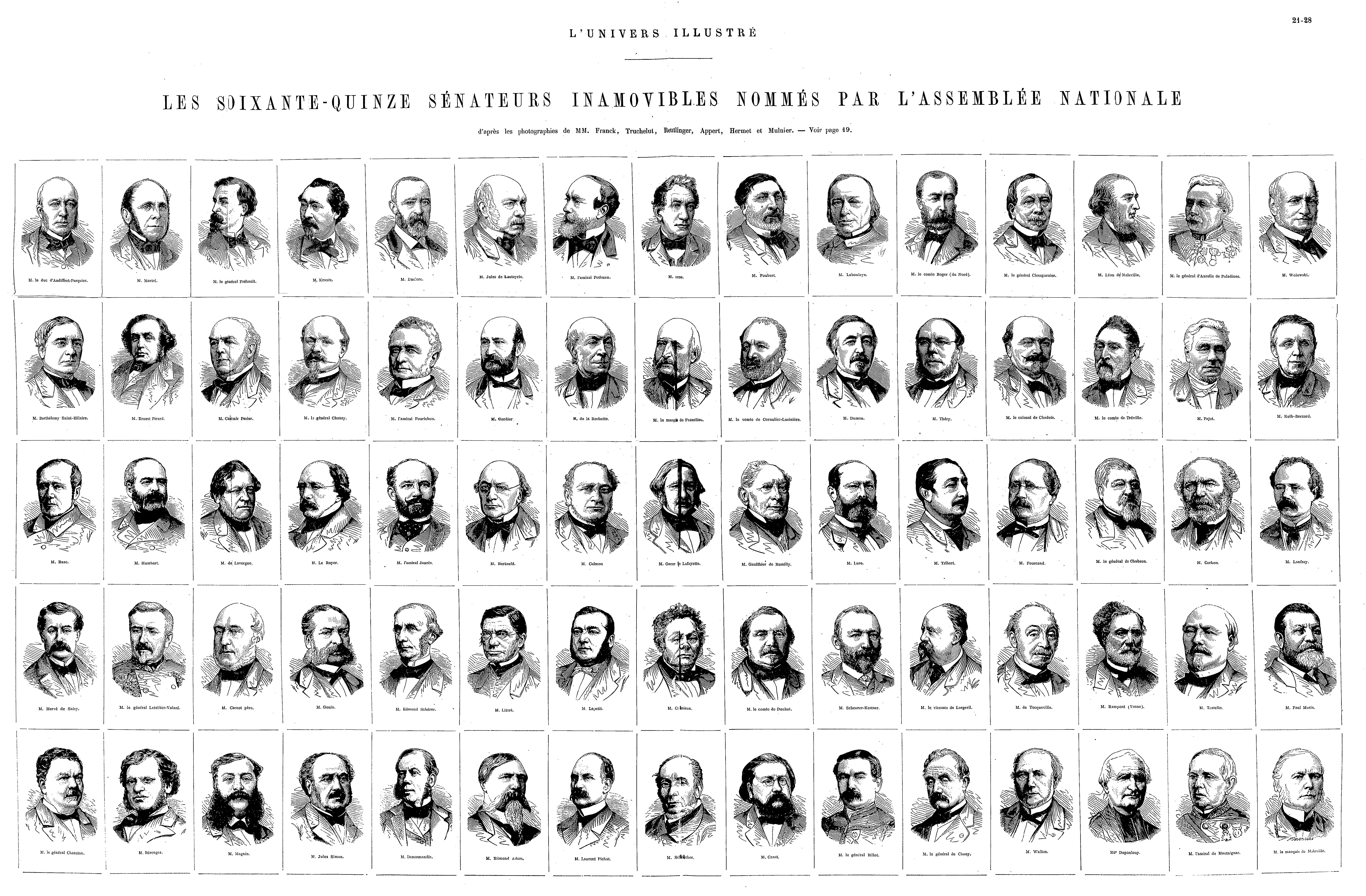
Les 75 premiers sénateurs inamovibles.
L'Univers illustré du 8 janvier 1876.

Un sénateur inamovible est un membre du Sénat de la Troisième République française élu à vie au sein de cette chambre parlementaire. Le statut de sénateur inamovible est créé par les lois constitutionnelles de 1875 et dont l’abrogation est prévue par un texte de 1884. Ils sont 75 inamovibles sur 300 sénateurs et sont remplacés à leur mort par un membre désigné par le Sénat lui-même. Après la suppression de ce mode de désignation, les sénateurs à vie en fonction sont maintenus. Il y a eu en tout 116 sénateurs inamovibles.

## Historique
Léon Gambetta, qui souhaite « rompre avec cette habitude de l'esprit français de considérer le Sénat comme une sorte de palais réservé à l'immortalité » se résout néanmoins à accepter ce « sacrifice à faire ». Car la jeune Assemblée nationale installée depuis le début de la IIIe République, encore provisoire, est consciente de la nécessité de mettre en place une « Chambre haute » afin d'assurer un contrepoids avec une chambre élue au suffrage universel et de ne pas revivre les difficultés du monocamérisme de la IIe République.
La Commission des Trente, chargée de rédiger une constitution, propose qu'un tiers des sénateurs, soit le nombre de cent, soit désigné par le maréchal de Mac Mahon. Ce dernier, peu disposé à assumer ce type de nomination de crainte d'être par trop sollicité, accepte que ces sénateurs soient désignés par l'Assemblée nationale. Leur nombre est ramené à soixante-quinze.
Le projet définitif, présenté par Henri Wallon, est adopté sans grand débat. La loi du 24 février 1875 prévoit que le Sénat de la IIIe République française soit composé de 225 membres élus par les départements et de 75 membres inamovibles, élus à vie parmi les membres de l'Assemblée nationale, qui doit s'en séparer le 31 décembre 1875. Les modalités d'élection des soixante-quinze premiers sénateurs inamovibles sont définies par l'article 24 de la loi organique du 2 août 1875 qui prévoit un scrutin de liste à la majorité absolue. Un amendement de Laboulaye le transforme en scrutin de liste plurinominal. Les élus sont issus du scrutin législatif de 1871 et désignés au long de onze tours de scrutin entre le 9 et le 21 décembre 1875. Seuls le duc d'Audiffret-Pasquier et Louis Martel sont élus dès le premier tour ; ils sont les deux premiers présidents du Sénat.
Les remplacements sont ensuite assurés par le Sénat lui-même. 
Le 14 août 1884, le Parlement adopte une révision constitutionnelle dont l'article 3 retire le "caractère constitutionnel" aux sept premiers articles de la loi du 24 février relative au Sénat. La loi promulguée le 9 décembre 1884 supprime le mandat à vie, laissant toutefois les sénateurs inamovibles en place siéger jusqu'à leur décès. Les places sont remplacées par un siège dans une circonscription tirée au sort. Le dernier sénateur inamovible, Émile de Marcère, est mort le 26 avril 1918,.

## Liste des sénateurs inamovibles
| Nom                               | Élection         | Fin de mandat      | Mandat précédent                                   |
| --------------------------------- | ---------------- | ------------------ | -------------------------------------------------- |
| Edmond Adam                       | 16 décembre 1875 | 14 juin 1877       | Précédemment député de la Seine                    |
| Édouard Allou                     | 10 juillet 1882  | 12 juillet 1888    | En remplacement d'Ernest Courtot de Cissey         |
| Gaston d'Audiffret-Pasquier       | 9 décembre 1875  | 4 juin 1905        | Précédemment député de l'Orne                      |
| Louis d'Aurelle de Paladines      | 10 décembre 1875 | 16 décembre 1877   | Précédemment député de l'Allier                    |
| Camille Bachasson de Montalivet   | 14 février 1879  | 4 janvier 1880     | En remplacement de Paul Morin                      |
| Louis-Numa Baragnon               | 15 novembre 1878 | 18 mai 1892        | En remplacement de Félix Dupanloup                 |
| Agénor Bardoux                    | 7 décembre 1882  | 23 novembre 1897   | En remplacement de Louis Pothuau                   |
| Ferdinand Barrot                  | 4 décembre 1877  | 12 novembre 1883   | En remplacement de Pierre Lanfrey                  |
| Jules Barthélemy-Saint-Hilaire    | 10 décembre 1875 | 24 novembre 1895   | Précédemment député de Seine-et-Oise               |
| Jean Didier Baze                  | 11 décembre 1875 | 15 avril 1881      | Précédemment député de Lot-et-Garonne              |
| René Bérenger                     | 16 décembre 1875 | 29 août 1915       | Précédemment député de la Drôme                    |
| Charles-Alfred Bertauld           | 13 décembre 1875 | 8 avril 1882       | Précédemment député du Calvados                    |
| Marcellin Berthelot               | 16 juillet 1881  | 18 mars 1907       | En remplacement de Jules Dufaure                   |
| Jean-Baptiste Billot              | 16 décembre 1875 | 31 mai 1907        | Précédemment député de la Corrèze                  |
| Paul Broca                        | 5 février 1880   | 9 juillet 1880     | En remplacement de Camille Bachasson de Montalivet |
| Lucien Brun                       | 15 novembre 1877 | 28 novembre 1898   | En remplacement d'Edmond Adam                      |
| Louis Buffet                      | 16 juin 1876     | 7 juillet 1898     | En remplacement d'Amable Ricard                    |
| Marc-Antoine Calmon               | 13 décembre 1875 | 12 octobre 1890    | Précédemment député de Seine-et-Oise               |
| Bernard-Louis Calouin de Treville | 11 décembre 1875 | 18 février 1886    | Précédemment député de l'Aude                      |
| Jean-Baptiste-Marie Campenon      | 8 décembre 1883  | 16 mars 1891       | En remplacement de Ferdinand Barrot                |
| Joseph de Carayon-Latour          | 19 février 1878  | 16 juin 1886       | En remplacement de Louis d'Aurelle de Paladines    |
| Hippolyte Carnot                  | 15 décembre 1875 | 15 mars 1888       | Précédemment député de Seine-et-Oise               |
| Auguste Casimir-Perier            | 10 décembre 1875 | 6 juillet 1876     | Précédemment député de l'Aube                      |
| Jules Cazot                       | 16 décembre 1875 | 27 novembre 1912   | Précédemment député du Gard                        |
| François de Chabaud-Latour        | 15 novembre 1877 | 10 juin 1885       | En remplacement d'Ernest Picard                    |
| Bertrand de Chabron               | 15 décembre 1875 | 22 octobre 1889    | Précédemment député de Haute-Loire                 |
| Paul de Chadois                   | 11 décembre 1875 | 20 juillet 1900    | Précédemment député de la Dordogne                 |
| Nicolas Changarnier               | 10 décembre 1875 | 14 février 1877    | Précédemment député de la Somme                    |
| Alfred Chanzy                     | 10 décembre 1875 | 5 janvier 1883     | Précédemment député des Ardennes                   |
| Charles Chesnelong                | 24 novembre 1876 | 22 juillet 1899    | En remplacement de Louis Wolowski                  |
| Ernest Courtot de Cissey          | 17 décembre 1875 | 15 juin 1882       | Précédemment député d'Ille-et-Vilaine              |
| Jean-Jules Clamageran             | 7 décembre 1882  | 4 juin 1903        | En remplacement de Roger de Larcy                  |
| Hippolyte Clérel de Tocqueville   | 15 décembre 1875 | 15 novembre 1877   | Précédemment député de la Manche                   |
| Othenin Cléron d'Haussonville     | 15 novembre 1878 | 27 mai 1884        | En remplacement de Charles Renouard                |
| Claude Anthime Corbon             | 15 décembre 1875 | 27 février 1891    | Précédemment député de la Seine                    |
| Alphonse Cordier                  | 10 décembre 1875 | 10 janvier 1897    | Précédemment député de Seine-Inférieure            |
| Hyacinthe Corne                   | 10 décembre 1875 | 15 février 1887    | Précédemment député du Nord                        |
| Hippolyte de Cornulier-Lucinière  | 11 décembre 1875 | 16 avril 1886      | Précédemment député de Loire-Inférieure            |
| Adolphe Crémieux                  | 15 décembre 1875 | 10 février 1880    | Précédemment député du département d'Alger         |
| Edmond Dehault de Pressensé       | 17 novembre 1883 | 8 avril 1891       | En remplacement de Victor Lefranc                  |
| Ernest Denormandie                | 16 décembre 1875 | 28 janvier 1902    | Précédemment député de la Seine                    |
| Émile Deschanel                   | 23 juin 1881     | 26 janvier 1904    | En remplacement d'Émile Littré                     |
| Henry Gabriel Didier              | 21 mai 1881      | 23 décembre 1891   | En remplacement de Jean Didier Baze                |
| Charles Dietz-Monnin              | 20 mai 1882      | 6 janvier 1896     | En remplacement de Charles-Alfred Bertauld         |
| Guillaume Ferdinand de Douhet     | 15 décembre 1875 | 12 août 1884       | Précédemment député du Puy-de-Dôme                 |
| Charles Duclerc                   | 10 décembre 1875 | 21 juillet 1888    | Précédemment député des Basses-Pyrénées            |
| Jules Dufaure                     | 12 août 1876     | 27 juin 1881       | En remplacement d'Auguste Casimir-Perier           |
| Jean-Baptiste Dumon               | 11 décembre 1875 | 4 novembre 1900    | Précédemment député du Gers                        |
| Félix Dupanloup                   | 18 décembre 1875 | 11 octobre 1878    | Précédemment député du Loiret                      |
| Henri Dupuy de Lôme               | 10 mars 1877     | 1er février 1885   | En remplacement de Nicolas Changarnier             |
| Jean-Joseph Farre                 | 25 novembre 1880 | 24 mars 1887       | En remplacement de Paul Broca                      |
| Paul Foubert                      | 10 décembre 1875 | 19 janvier 1885    | Précédemment député de la Manche                   |
| Émile Fourcand                    | 14 décembre 1875 | 2 septembre 1881   | Précédemment député de la Gironde                  |
| Martin Fourichon                  | 10 décembre 1875 | 23 novembre 1884   | Précédemment député de la Dordogne                 |
| Paul de Pasquier de Franclieu     | 11 décembre 1875 | 14 novembre 1877   | Précédemment député des Hautes-Pyrénées            |
| Charles Frébault                  | 10 décembre 1875 | 6 février 1888     | Précédemment député de la Seine                    |
| Louis Gaulthier de Rumilly        | 13 décembre 1875 | 30 janvier 1884    | Précédemment député de la Somme                    |
| Eugène Goüin                      | 15 décembre 1875 | 31 mai 1909        | Précédemment député d'Indre-et-Loire               |
| Michel Grandperret                | 24 novembre 1877 | 6 janvier 1890     | En remplacement d'Alphonse Lepetit                 |
| Henri Greffulhe                   | 15 novembre 1877 | 9 avril 1879       | En remplacement d' Hippolyte Clérel de Tocqueville |
| Henri Gresley                     | 27 mai 1879      | 2 mai 1890         | En remplacement d'Henri Greffulhe                  |
| Albert Grévy                      | 6 mars 1880      | 10 juillet 1899    | En remplacement d'Adolphe Crémieux                 |
| Gustave Humbert                   | 11 décembre 1875 | 24 septembre 1894  | Précédemment député de Haute-Garonne               |
| Bernard Jauréguiberry             | 27 mai 1879      | 21 octobre 1887    | En remplacement de Léon de Maleville               |
| Benjamin Jaurès                   | 13 décembre 1875 | 13 mars 1889       | Précédemment député du Tarn                        |
| Charles Kolb-Bernard              | 11 décembre 1875 | 7 mai 1888         | Précédemment député du Nord                        |
| Sébastien Krantz                  | 10 décembre 1875 | 16 mars 1899       | Précédemment député de la Seine                    |
| Édouard Lefebvre de Laboulaye     | 10 décembre 1875 | 25 mai 1883        | Précédemment député de la Seine                    |
| Oscar du Motier de La Fayette     | 13 décembre 1875 | 26 mars 1881       | Précédemment député de Seine-et-Marne              |
| Léon Lalanne                      | 8 mars 1883      | 12 mars 1892       | En remplacement d'Alfred Chanzy                    |
| Pierre Lanfrey                    | 15 décembre 1875 | 15 novembre 1877   | Précédemment député des Bouches-du-Rhône           |
| Roger de Larcy                    | 4 décembre 1877  | 8 novembre 1882    | En remplacement de Paul de Pasquier de Franclieu   |
| Jules Lasteyrie du Saillant       | 10 décembre 1875 | 14 novembre 1883   | Précédemment député de Seine-et-Marne              |
| Léon Laurent-Pichat               | 16 décembre 1875 | 12 juin 1886       | Précédemment député de la Seine                    |
| Léonce Guilhaud de Lavergne       | 13 décembre 1875 | 18 janvier 1880    | Précédemment député de la Creuse                   |
| Victor Lefranc                    | 21 mai 1881      | 13 septembre 1883  | En remplacement d'Oscar du Motier de La Fayette    |
| John Lemoinne                     | 23 février 1880  | 13 décembre 1892   | En remplacement de Léonce Guilhaud de Lavergne     |
| Alphonse Lepetit                  | 15 décembre 1875 | 31 août 1877       | Précédemment député de la Vienne                   |
| Élie Le Royer                     | 13 décembre 1875 | 22 février 1897    | Précédemment député du Rhône                       |
| Charles Letellier-Valazé          | 15 décembre 1875 | 11 octobre 1876    | Précédemment député de Seine-Inférieure            |
| Émile Littré                      | 15 décembre 1875 | 2 juin 1881        | Précédemment député de la Seine                    |
| Hippolyte de Lorgeril             | 15 décembre 1875 | 5 juillet 1888     | Précédemment député des Côtes-du-Nord              |
| Victor Luro                       | 15 décembre 1875 | 1er septembre 1903 | Précédemment député du Gers                        |
| Jean Macé                         | 8 décembre 1883  | 13 décembre 1894   | En remplacement de Jules Lasteyrie du Saillant     |
| Joseph Magnin                     | 16 décembre 1875 | 22 novembre 1910   | Précédemment député de la Côte-d'Or                |
| Guillaume de Maleville            | 21 décembre 1875 | 24 décembre 1889   | Précédemment député de la Dordogne                 |
| Léon de Maleville                 | 10 décembre 1875 | 28 mars 1879       | Précédemment député de Tarn-et-Garonne             |
| Émile Deshayes de Marcère         | 28 février 1884  | 26 avril 1918      | En remplacement de Louis Gaulthier de Rumilly      |
| Louis Martel                      | 9 décembre 1875  | 4 mars 1892        | Précédemment député du Pas-de-Calais               |
| Louis de Montaignac de Chauvance  | 21 décembre 1875 | 9 juin 1891        | Précédemment député de l'Allier                    |
| Paul Morin                        | 15 décembre 1875 | 23 janvier 1879    | Précédemment député de la Seine                    |
| Jules Pajot                       | 11 décembre 1875 | 12 janvier 1898    | Précédemment député du Nord                        |
| Eugène Pelletan                   | 24 juin 1884     | 13 décembre 1884   | En remplacement d'Othenin Cléron d'Haussonville    |
| Alexandre Peyron                  | 24 juin 1884     | 9 janvier 1892     | En remplacement de Charles-Adolphe Wurtz           |
| Ernest Picard                     | 10 décembre 1875 | 13 mai 1877        | Précédemment député de la Meuse                    |
| Ernest Poictevin de La Rochette   | 11 décembre 1875 | 20 janvier 1876    | Précédemment député de Loire-Inférieure            |
| Louis Pothuau                     | 10 décembre 1875 | 7 octobre 1882     | Précédemment député de la Seine                    |
| Germain Rampont                   | 15 décembre 1875 | 24 novembre 1888   | Précédemment député de l'Yonne                     |
| Charles Renouard                  | 24 novembre 1876 | 17 août 1878       | En remplacement de Charles Letellier-Valazé        |
| Amable Ricard                     | 15 mars 1876     | 11 mai 1876        | En remplacement d'Ernest Poictevin de La Rochette  |
| Édouard Roger du Nord             | 10 décembre 1875 | 11 juin 1881       | Précédemment député du Nord                        |
| Hervé de Saisy de Kerampuil       | 15 décembre 1875 | 2 septembre 1904   | Précédemment député des Côtes-du-Nord              |
| Edmond Schérer                    | 15 décembre 1875 | 16 mars 1889       | Précédemment député de Seine-et-Oise               |
| Auguste Scheurer-Kestner          | 15 décembre 1875 | 19 septembre 1899  | Précédemment député de la Seine                    |
| Victor Schœlcher                  | 16 décembre 1875 | 25 décembre 1893   | Précédemment député de la Martinique               |
| Jules Simon                       | 16 décembre 1875 | 8 juin 1896        | Précédemment député de la Marne                    |
| Achille Testelin                  | 15 décembre 1875 | 21 août 1891       | Précédemment député du Nord                        |
| Antoine Théry                     | 11 décembre 1875 | 28 décembre 1896   | Précédemment député du Nord                        |
| Pierre Tirard                     | 23 juin 1883     | 4 novembre 1893    | En remplacement d'Édouard Lefebvre de Laboulaye    |
| Louis Tribert                     | 13 décembre 1875 | 15 juin 1899       | Précédemment député des Deux-Sèvres                |
| Oscar de Vallée                   | 15 novembre 1878 | 18 janvier 1892    | En remplacement de Jean-Joseph Veye de Chareton    |
| Jean-Joseph Veye de Chareton      | 16 décembre 1875 | 15 juin 1878       | Précédemment député de la Drôme                    |
| Étienne de Voisins-Lavernière     | 29 novembre 1881 | 20 janvier 1898    | En remplacement d'Émile Fourcand                   |
| Henri Wallon                      | 18 décembre 1875 | 13 novembre 1904   | Précédemment député du Nord                        |
| Louis Wolowski                    | 10 décembre 1875 | 14 août 1876       | Précédemment député de la Seine                    |
| Charles-Adolphe Wurtz             | 7 juillet 1881   | 12 mai 1884        | En remplacement d'Édouard Roger du Nord            |